# Eizó Juguči
Eizó Juguči (4. červenec 1945 prefektura Ósaka – 2. únor 2003 Nara) byl japonský fotbalový záložník a reprezentant.

## Reprezentace
Eizó Juguči odehrál 5 reprezentačních utkání. S japonskou reprezentací se zúčastnil letních olympijských her 1968.

## Statistiky
| Japonsko | Japonsko | Japonsko |
| Roky     | Záp.     | Góly     |
| -------- | -------- | -------- |
| 1969     | 1        | 0        |
| 1970     | 4        | 1        |
| Celkem   | 5        | 1        |